# Betty Bennett
Betty T. Bennett (1935-2006) fue una profesora destacada de Literatura y decana de la Facultad de Artes y Ciencias en la Universidad Americana. 

## Vida y obras
Previamente fue decana de la Escuela de Artes Liberales y Ciencias y profesora de teatro en el Instituto Pratt desde 1979 hasta 1985. Entre sus numerosos premios y honores, Bennett fue reconocida por el National Endowment for the Humanities y por el American Council of Learned Societies. Ganó el premio al Historiador Destacado otorgado por la Keats-Shelley Association of America en 1992 y fue presidente, Phi Beta Kappa, y Zeta Chapter en la Universidad Americana. Nacida en Brooklyn, Nueva York, Bennett se graduó de la Universidad de Brooklyn cum laude y más tarde recibió una maestría (1962) y PhD (1970) en Literatura Inglesa y Americana en la Universidad de Nueva York.
Bennett fue una historiadora reconocida internacionalmente por sus estudios sobre la vida de la autora de Frankenstein Mary Wollstonecraft Shelley y su círculo de amigos. Escribió la obra de tres volúmenes Las cartas de Mary Wollstonecraft Shelley, la cual editó y publicó desde 1980 hasta 1988. En una crítica de 1998 del último volumen de las cartas publicadas por la Dra. Bennett, el escritor Brian Aldiss declaró que el libro es "una gran contribución al estudio de Mary Shelley, y es algo que nunca había sido realizado". Los libros contienen cerca de mil trescientas cartas, quinientas de las cuales habían sido previamente publicadas. Por varios años antes de su muerte, Bennett trabajó en una biografía literaria muy anticipada de Shelley, la cual está programada para publicarse por la Harvard University Press.

## Obras selectas
- British war poetry in the age of romanticism, 1793-1815 (1976)
- The Evidence of the imagination: studies of interactions between life and art in English romantic literature (1978)
- The letters of Mary Wollstonecraft Shelley (1980-1988)
- The Mary Shelley reader: containing Frankenstein, Mathilda, tales and stories, essays and reviews, and letters (1990)
- Mary Diana Dods, a gentleman and a scholar (1991)
- Mythological dramas: Proserpine and Midas / Mary Wollstonecraft Shelley (1992)
- Selected letters of Mary Wollstonecraft Shelley (1995)
- Shelley : poet and legislator of the world (1996)
- Mary Wollstonecraft Shelley: an introduction (1998)
- Lives of the great romantics III: Godwin, Wollstonecraft, and Mary Shelley by their contemporaries (1999)
- Mary Shelley in her times (2000)